# Moraughtacund
Moraughtacund, pleme američkih Indijanaca porodice Algonquian sa sjeverne obale rijeke Rappahannock, u današnjim okruzima Lancaster i Richmond, Virginia. Njihovo glavno istoimeno naselje nalazilo se na ušću rijeke Moratico, u okrugu Richmond. Bili su pripadnici plemenskog saveza Powhatan. Populacija im je iznosila oko 300 (1608). Ime im se očuvalo u mnogim nazivima pod krnjim oblikom Morattico.

## Vanjske poveznice
- Morattico Place Names